# Iserlohn Kangaroos

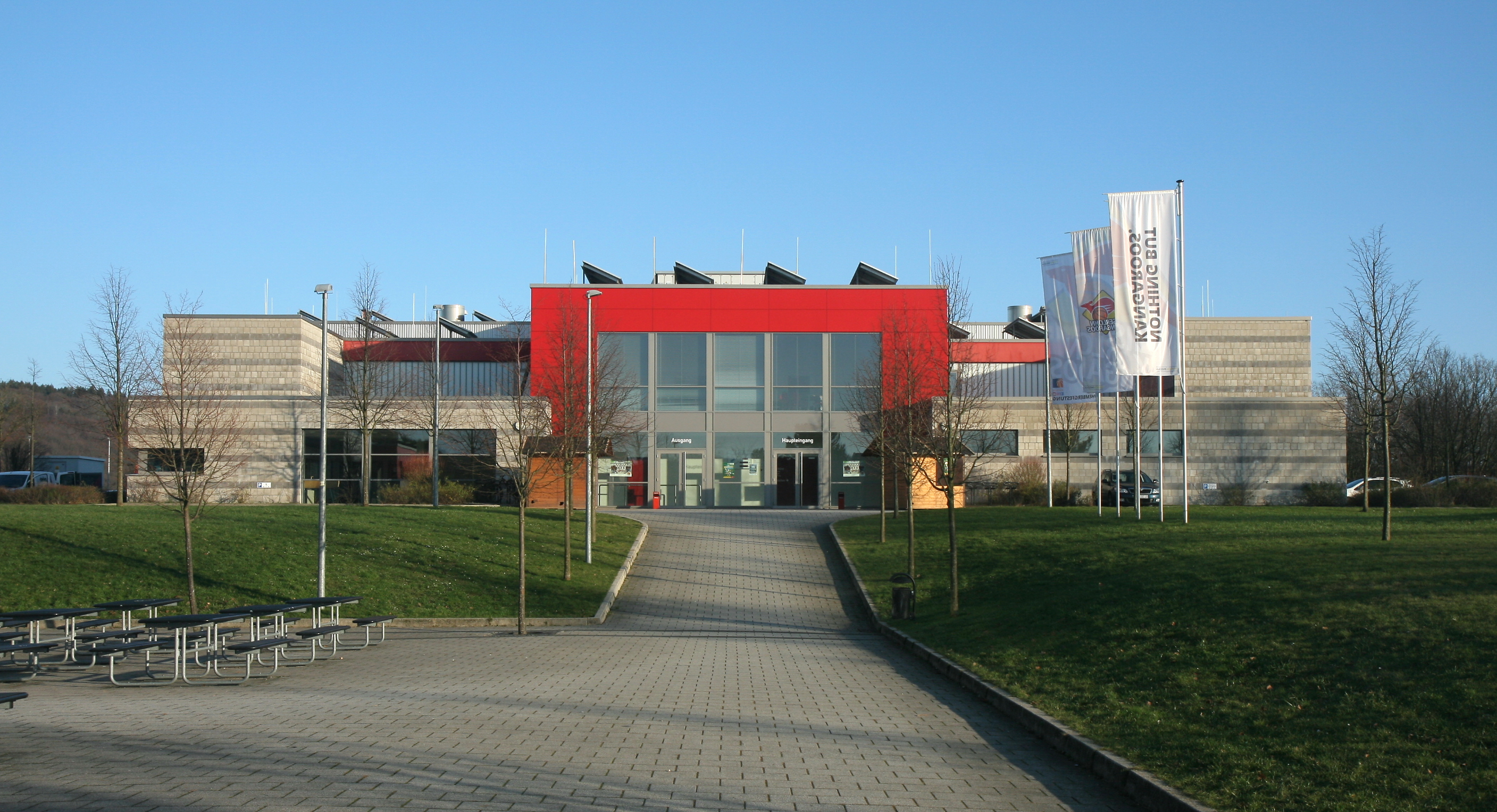
Matthias-Grothe-Halle

Die Iserlohn Kangaroos sind ein deutscher Basketballverein aus dem sauerländischen Iserlohn, der seit der Saison 2014/15 in der 2. Bundesliga ProB spielt.
Die Spiele werden in der Iserlohner Matthias-Grothe-Halle am Hemberg ausgetragen. Lange Jahre trug die Mannschaft den Namen TuS Poco Iserlohn, in der Saison 2005/06 C»Press Iserlohn. Von der Saison 2007/08 bis einschließlich 2014/15 lautete der Name Noma Iserlohn Kangaroos. Maskottchen der Mannschaft ist das Känguru „Jumpy“.

## Geschichte
Beim Skiklub Iserlohn wurde 1955 eine Basketball-Abteilung eingerichtet, die erst zwölf Jahre später zum TuS Iserlohn überging. Als Basketballverein trat man am 1. August 1958 dem Westdeutschen Basketball-Verband bei. 1972 stieg die Basketball-Abteilung des TuS erstmals in die Oberliga auf, die dritthöchste Spielklasse. Daraufhin pendelten die Korbjäger meist zwischen Landes- und Oberliga. Dies änderte sich erst mit dem Erscheinen von Paris Konstantinidis. Als Sponsor begann der Grieche bei den Iserlohnern und nach jahrelangem Oberliga-Aufenthalt gelang 1990 der Aufstieg in die 1. Regionalliga. Am 28. März 1992 mit dem litauischen Bronzemedaillen-Gewinner der Olympischen Spiele 1992 Gintaras Krapikas auf der Ausländerposition schafften die Iserlohner unter Trainer Ronald Feisel in der Besetzung Ingo Siebert, Oliver Kirchner, Michael Kwast, Stefan Höler, Elmar Grof, Karsten-Thilo Raab, Uwe Radegast, Henning Funke, Thomas Deneke, Volker Arnts und Frank Schachtsiek als Regionalligameister den Aufstieg in die 2. Bundesliga, nachdem das Ziel 1991 nur aufgrund eines zu wenig erzielten Punktes im direkten Duell mit DJK Adler Frintrop denkbar knapp verpasst wurde.
Im darauffolgenden Jahr machten aber vor allem die Nachwuchsmannschaften auf sich aufmerksam. Die C-Jugend wurde westdeutscher Meister und deutscher Vizemeister; die D-Jugend ebenfalls westdeutscher Meister. 1994 mussten die TuS-Basketballer wieder in die 1. Regionalliga absteigen, zudem wurden sie in diesem Jahr eigenständige Abteilung des TuS, nachdem sie bislang der Turn-Abteilung angehörten. 2002 fand die erste Mannschaft den Weg zurück in die 2. Bundesliga. In der Saison 2005/06 stand der TuS unter dem neuen Namen C>>Press Iserlohn bis zum Schluss auf einem Abstiegsplatz. Nach zwei Trainerwechseln stand am Ende wieder Urgestein Paris Konstantinidis an der Seitenlinie. Durch einen Auswärtssieg im letzten Spiel der Saison verbesserten sich die Kangaroos noch vom letzten auf den vorletzten Tabellenplatz. Zwar war der offiziell auch noch mit dem Abstieg verbunden, doch da die Basketball-Bundesliga aufgestockt wurde, erhielten die Kangaroos nach mühevoller Sponsorensuche eine Lizenz und der Spielbetrieb in der zweiten Bundesliga konnte fortgesetzt werden.
Nach einer erfolgreichen Spielzeit 2006/07, die in der 2. Bundesliga Nord auf dem elften Platz beendet wurde, bekam das Team seinen jetzigen Namen und ging in der neuformierten ProB mit dem Namen Noma Iserlohn Kangaroos an den Start. In der Saison 2007/08 gewann die Mannschaft von Trainer Paris Konstantinidis allerdings nur sieben Spiele, sodass die Iserlohner nach sechs Jahren in der 2. Basketball-Bundesliga wieder in die Regionalliga abstiegen. Neuer Trainer wurde der Serbe Dragan Torbica, der in der ersten serbischen Liga 2006 zum Trainer des Jahres gekürt wurde. Mit einem sehr jungen Kader verpassten die Kangaroos 2008/09 knapp den Aufstieg in die 2. Bundesliga und wurden Dritter. Trainer Torbica verließ und wechselte zu den GiroLive Ballers Osnabrück. Auch die Amerikaner Paul Peterson und Fletcher Walters verließen den Verein. Neuer Trainer des Klubs wurde Ljubisa Anicic. Er war bis November 2009 im Amt und wurde nach seiner Entlassung von Andreas Klippert abgelöst, der aber bereits Mitte Januar 2010 zurücktrat. Bis Saisonende 2009/10 wurde die Mannschaft vom sportlichen Leiter Michael Dahmen trainiert.
Zur Saison 2010/11 wurde Matthias Grothe als neuer Trainer eingestellt. In der Saison 2013/14 gelang der Mannschaft die Meisterschaft in der ersten Regionalliga West und somit der Aufstieg in die 2. Bundesliga ProB. Dort erreichten sie 2014/15 als Liganeuling gleich die Play-offs und mussten sich erst im Halbfinale dem SC Rist Wedel geschlagen geben. Im Februar 2017 kündigte Grothe seinen Abschied zum Ende der Saison 2016/17 an. Mit Dragan Torbica wurde sein Assistent zur Saison 2017/18 auf den Cheftrainerposten befördert. Der Serbe trat also eine zweite Amtszeit an, nachdem er bereits in der Spielzeit 2008/09 hauptverantwortlicher Trainer bei den Iserlohnern gewesen war.
Im Spieljahr 2017/18 erreichten die Iserlohner unter Torbicas Leitung das Halbfinale der Meisterrunde und schieden dort gegen Rostock aus. Im Februar 2018 beschloss der Sportausschuss der Stadt Iserlohn, die Heimspielstätte der Mannschaft – die 2011 fertiggestellte Halle am Hemberg – in Gedenken an den am 31. Oktober 2017 verstorbenen früheren Spieler und Trainer in Matthias-Grothe-Halle umzubenennen.
Am 5. Juni 2018 wurde von elf Gesellschaftern (Kai Beutler, Axel Pütter, Andreas Knode, Thomas Keienburg, Ralf Feser, Rainer Ambrosy, Jochen Schäfer, Michael Dahmen, Jochen Kirchhoff, Heinz-Peter Heinrichs, Klaus Holke) die Iserlohn Kangaroos GmbH gegründet, die Lizenz für die Herrenmannschaft wurde vom TuS Iserlohn auf die neue Betreibergesellschaft übertragen. Zudem schlossen die GmbH und der Verein einen Kooperationsvertrag. Dahmen übernahm das Amt des Geschäftsführers der GmbH.
Anfang Januar 2019 wurde Torbica seines Amtes enthoben, Nachfolger als Trainer der Herrenmannschaft wurde sein bisheriger Assistent Milos Stankovic. Nachdem die Mannschaft unter Stankovic in der Saison 2019/20 sieben Siege und 15 Niederlage verbucht hatte, nutzten die Iserlohner Ende März 2020 eine Vertragsklausel, um die Zusammenarbeit zu beenden. Dessen Nachfolge trat Stephan Völkel an, der neben den Aufgaben des Cheftrainers auch das Amt des Sportlichen Leiters übernahm. Vor dem Beginn der zweiten Saisongruppenphase trennte sich Iserlohn im März 2021 von Völkel, der die Mannschaft in der Hauptrunde auf den achten Platz geführt hatte. Als Grund wurden unterschiedliche Auffassungen über die sportliche Ausrichtung angegeben. Der vormalige Co-Trainer Dennis Shirvan übernahm die Betreuung der Mannschaft. Im Mai 2021 wurde Shirvan vom Übergangs- zum Cheftrainer gemacht.
Shirvans Amtszeit dauerte bis Ende Januar 2024 an. Dann kam es zur Trennung. Aus den vorherigen zehn Ligaspielen hatten die Iserlohner nur zwei Siege geholt. Der ehemalige Spielmacher Toni Prostran, der als Assistenztrainer unter Shirvan gearbeitet hatte, wurde mit der Aufgabe betraut, die Iserlohner Mannschaft als Trainer zu betreuen.

## Trainerchronik
| Amtszeit        | Name                 |
| --------------- | -------------------- |
| –2002           | Marko Scherer        |
| 2002–2008       | Paris Konstantinidis |
| 2008–2009       | Dragan Torbica       |
| 12/2009–11/2009 | Ljubisa Anicic       |
| 11/2009–01/2010 | Andreas Klippert     |
| 01/2010–03/2010 | Michael Dahmen       |
| 03/2010–201712/ | Matthias Grothe      |
| 2017–01/2019    | Dragan Torbica       |
| 01/2019–03/2020 | Milos Stankovic      |
| 06/2020–03/2021 | Stephan Völkel       |
| 03/2021–01/2024 | Dennis Shirvan       |
| seit 01/2024    | Toni Prostran        |

## Bekannte Spieler
Besonders stolz ist man bei den Kangaroos auf Matthias Grothe, der alle Nachwuchsmannschaften in Iserlohn durchlief und für die deutsche Junioren-Nationalmannschaft spielte. Der ehemalige Bundesligaspieler von Brandt Hagen und Phoenix Hagen war von Anfang der Saison 2010/11 bis 2017 Trainer der Kangaroos.
Weitere wichtige Spieler waren unter anderem der US-amerikanische Center Cunnie Williams und der Litauer Gintaras Krapikas (Bronzemedaillengewinner der Olympischen Sommerspiele 1992 in Barcelona), die einen großen Beitrag für den Aufstieg des Vereins Anfang der 1990er Jahre leisteten.

## Nachwuchs

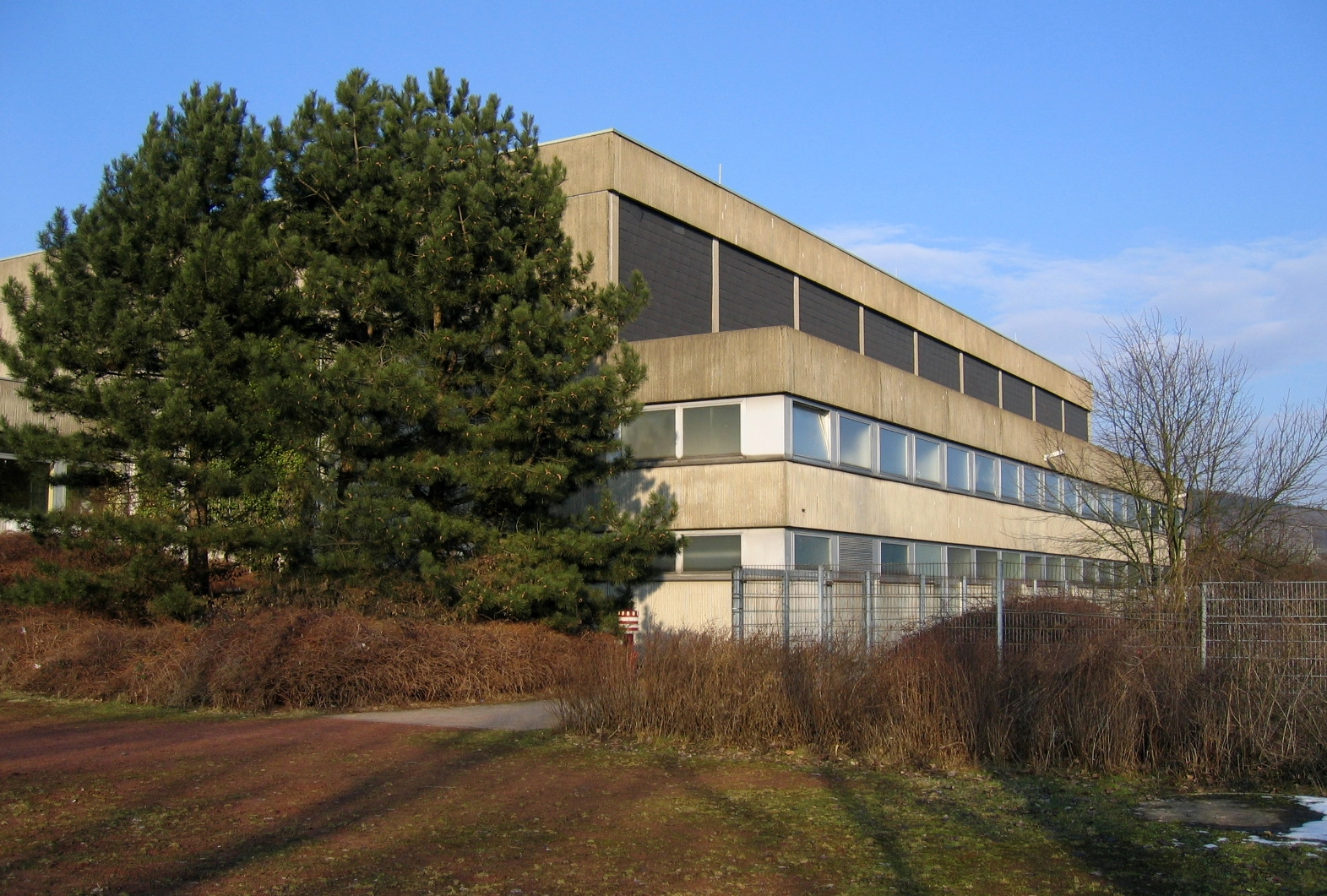
Alte Hemberghalle

Die Nachwuchs-Teams waren schon früh das Herzstück des Vereins. In der Spielzeit 2014/15 gibt es neun Nachwuchsmannschaften, die teilweise auf überregionaler, teilweise aber auch nur auf Kreisebene spielen. Die U14A, U16A und U18 sind in der 2. Regionalliga vertreten. Die U12A spielt in der NRW-Liga ihrer Altersklasse. Weitere zwei Jugendmannschaften (U14B und U16B) starten in der Oberliga.

## Heimspielstätte
Seit 2011 wird in der Dreifach-Sporthalle am Hemberg gespielt. Die heute nach dem verstorbenen Trainer benannte Matthias-Grothe-Halle weist rund 1500 Plätze auf und ist somit deutlich größer als die alte Hemberghalle.